# Lawrence Tibbett
Lawrence Mervil Tibbett (Bakersfield, 1896. november 16. – Roosevelt Hospital, 1960. július 15.) amerikai operaénekes, aki rádiójátékokban is szerepelt és filmekben is játszott.

## Életpályája
Lawrence Mervil Tibbet néven született 1896. november 16-án a kaliforniai Bakersfieldben.
Apja egy részmunkaidős seriffhelyettes volt, akit 1903-ban a Jim McKinney letartóztatási kísérletekor történt lövöldözésben öltek meg.
Tibbett Los Angelesben nőtt fel, ahol pénzt keresett saját énekhangjával az egyházi kórusokban és temetéseken.
1915-ben a Manual Arts High Shoolban végzett. Egy évvel később találkozott későbbi feleségével, Grace Mackay Smithszel, aki bérelt egy szobát az anyja házában.
Az első világháború alatt a kereskedelmi tengerészetnél szolgált, majd saját foglalkoztatását az éneklés terén, a Los Angeles-i belvárosi Grauman Színházban a némafilmek prológusaként találta meg.
New Yorkban, Frank La Forge-zsal tanult, és 1923-ban 26 éves korában írta alá első szerződését, mely hetente 60 dollárt jelentett számára a New York-i Metropolitan Operában.
1923 és 1950 között baritonhangú énekesként a Metropolitanban, rendkívül sikeres karriert épített és mutatott, kiemelkedő hangjával, kifinomult muzsikájával és erős színpadi jelenlétével. Ebben az Operában összesen hatszázszor lépett fel.
1926-ban készítette első felvételeit a Victor Talking Machine Companynak.
Az 1930-as évek elején kezdett megjelenni filmekben. Bár hollywoodi tartózkodása rövidnek bizonyult, ennek ellenére az 1930-ban készült a The Rogue Song c. romantikus filmmusicalben nyújtott játékáért Oscar-díjra jelölték, a legjobb férfi főszereplő kategóriában.

## Magánélete
Tibbett élete során kétszer házasodott. Házasságaiból 3 gyermeke született.
Első házastársa Grace Mackay Smith, 1919. május 19. és 1931. szeptember 15-e között. 2 közös gyermekük született: Richard Mackay Tibbett (1920–) és Michael Edward Tibbett.
Második feleségét Jane Marston Burgardet 1932. január 1-jén vette el és házasságukból 1 gyermek született.
Ez a házassága az 1960-ban bekövetkezett halálával ért véget.

## Halála
Tibbett súlyos ízületi gyulladással és ivási problémákkal küzdött, és ezen problémák miatt idő előtt kezdett el öregedni.
1960. július 15-én halt meg otthonában, miután megütötte a fejét saját asztala alatt. Sírja, a kaliforniai Glendale-i Forest Lawn Memorial Park temetőjében található.